# Liste der Wappen im Freien Gemeindekonsortium Ragusa
Die Liste der Wappen im Freien Gemeindekonsortium Ragusa zeigt die Wappen der 12 Gemeinden im Freien Gemeindekonsortium Ragusa der autonomen Region Sizilien der Republik Italien. In dieser Liste sind die Wappen jeweils mit einem Link auf die Gemeinde angezeigt.

## Wappen des Freien Gemeindekonsortiums Ragusa

Freies Gemeindekonsortium Ragusa
Lage in Italien

## Wappen der Gemeinden des Freien Gemeindekonsortiums Ragusa

Acate
Chiaramonte Gulfi
Comiso
Giarratana
Ispica
Modica
Monterosso Almo
Pozzallo
Ragusa
Santa Croce Camerina
Scicli
Vittoria